# A Canine Matchmaker; or, Leave It to a Dog
A Canine Matchmaker; or, Leave It to a Dog è un cortometraggio muto del 1913 diretto e sceneggiato da William Duncan che ne è anche l'interprete principale. Tra gli altri attori Myrtle Stedman, Florence Dye, Lester Cuneo e il cane Maizie.

## Produzione
Il film fu prodotto dalla Selig Polyscope Company.

## Distribuzione
Distribuito dalla General Film Company, il film - un cortometraggio di una bobina - uscì nelle sale cinematografiche statunitensi il 28 gennaio 1913. Il 1º maggio dello stesso anno, fu distribuito anche nel Regno Unito.